# Línea 2 (Urbanos de Torrelodones)
La línea 2 de la red de autobuses urbanos de Torrelodones une la estación de tren con la Avenida de la Dehesa y Los Robles.

## Características
Esta línea une la estación de Torrelodones y la Colonia con la Avenida de la Dehesa y Los Robles. Pese a no tener recorridos diferenciados de ida y vuelta, se considera circular a efectos internos.
La línea circula exclusivamente por el término municipal de Torrelodones. Como bien se expresa en la numeración interna del CRTM, recibe el número 2152. El primer dígito corresponde a la línea, en este caso la línea 2. Y los últimos tres dígitos corresponden al municipio por el que circula, en este caso 152 corresponde al municipio de Torrelodones.
La línea no mantiene los mismos horarios todo el año, en el mes de agosto se reducen el número de expediciones los días laborables entre semana (sábados laborables, domingos y festivos tienen los mismos horarios todo el año), además de los días excepcionales vísperas de festivo y festivos de Navidad en los que los horarios también cambian y se reducen.
Está operada por la empresa Julián de Castro a través de Avanza Movilidad Integral mediante la concesión administrativa URCM-152 - Urbano de Torrelodones (Urbanos Comunidad de Madrid) del Consorcio Regional de Transportes de Madrid.

## Horarios
| 1 septiembre - 31 julio    | 1 septiembre - 31 julio                  | 1 - 31 agosto                                     |
| Lunes a viernes laborables | Sábados laborables, domingos y festivos  | Todos los días                                    |
| 06:50                      | 07:50                                    | 07:50                                             |
| 08:00                      | 08:50                                    | 08:50                                             |
| 08:50                      | 09:50                                    | 09:50                                             |
| 09:50                      | 10:50                                    | 10:50                                             |
| 10:50                      | 11:50                                    | 11:50                                             |
| 11:50                      | 12:50                                    | 12:50                                             |
| 12:50                      | 13:50                                    | 13:50                                             |
| 13:50                      | 14:50                                    | 14:50                                             |
| 14:50                      | 15:50                                    | 15:50                                             |
| 15:50                      | 16:50                                    | 16:50                                             |
| 16:50                      | 17:50                                    | 17:50                                             |
| 17:50                      | 18:50                                    | 18:50                                             |
| 18:50                      | 19:50                                    | 19:50                                             |
| 19:50                      | 20:50                                    | 20:50                                             |
| 20:50                      | 21:50                                    | 21:50                                             |
| 21:50                      | Noches de sábados y vísperas de festivos | Noches de viernes, sábados y vísperas de festivos |
| Noches de viernes          | 23:45                                    | 23:45                                             |
| 23:45                      |                                          |                                                   |

Paso por Los Robles aproximadamente 15 minutos después de su salida de la Calle del Doctor Mingo Alsina (FF.CC. Torrelodones). Duración del recorrido circular completo aproximadamente 30 minutos.

## Recorrido y paradas

### Sentido Av. Dehesa - Los Robles
| Código | Parada                                   | Común con         | Conexión con Cercanías |
| ------ | ---------------------------------------- | ----------------- | ---------------------- |
| 09103  | Dr. Mingo Alsina - Est. Torrelodones     | 1 4 5             | Torrelodones           |
| 10753  | Av. Torrelodones - Herrador              | 1 4 5             |                        |
| 15965  | Javier Gª de Leániz - María Victoria     | 1 4 5             |                        |
| 19884  | Javier Gª de Leániz - Escuela de Idiomas | 1 4 5             |                        |
| 10703  | Javier Gª de Leániz - Jesusa Lara        | 1 4 5             |                        |
| 06092  | Jesusa Lara - Parque Pradogrande         | 1 4 5 631 633 635 |                        |
| 10704  | Av. Torrelodones - Guardia Civil         | 1 4 5 631 633 635 |                        |
| 06093  | Av. Torrelodones - Urb. Las Marías       | 1 4 5 631 633 635 |                        |
| 10705  | Av. Dehesa - Polideportivo               | 1 4 5 610 612     |                        |
| 10706  | Av. Dehesa - Instituto                   | 1 4 5 610 612     |                        |
| 10707  | Av. Dehesa - Centro de Salud             | 1 4 5 610 612     |                        |
| 15526  | Mar Rojo - Av. Dehesa                    | 612               |                        |
| 19247  | Av. Robles - Urb. Monte Los Ángeles      | 612               |                        |
| 19246  | Av. Robles - Cedro                       | 612               |                        |
| 19245  | Av. Robles - Centro Geriátrico           | 612               |                        |

### Sentido Colonia - Estación FF.CC.
| Código | Parada                                | Común con         | Conexión con Cercanías |
| ------ | ------------------------------------- | ----------------- | ---------------------- |
| 19245  | Av. Robles - Centro Geriátrico        | 612               |                        |
| 16208  | Álamo - Residencia                    | 612               |                        |
| 10714  | Av. Robles - Cedro                    | 612               |                        |
| 15529  | Av. Robles - Urb. Monte Los Ángeles   | 612               |                        |
| 15527  | Mar Rojo - Av. Dehesa                 | 612               |                        |
| 10724  | Av. Dehesa - Centro de Salud          | 610 612           |                        |
| 10725  | Av. Dehesa - Instituto                | 1 4 5 610 612 631 |                        |
| 09104  | Pza. José Mª Unceta - Polideportivo   | 1 4 5 610 612 631 |                        |
| 06057  | Av. Torrelodones - Urb. Las Marías    | 1 4 5 631 633     |                        |
| 10726  | Av. Torrelodones - Guardia Civil      | 1 4 5 631 633     |                        |
| 06058  | Jesusa Lara - Parque Pradogrande      | 1 4 5 631 633     |                        |
| 10727  | Jesusa Lara - Casa de la Cultura      | 1 4 5 631 633     |                        |
| 10728  | Agapito Martínez - Centro de Atención | 1 4 5             |                        |
| 09103  | Dr. Mingo Alsina - Est. Torrelodones  | 1 4 5             | Torrelodones           |